# Haimon-Maler

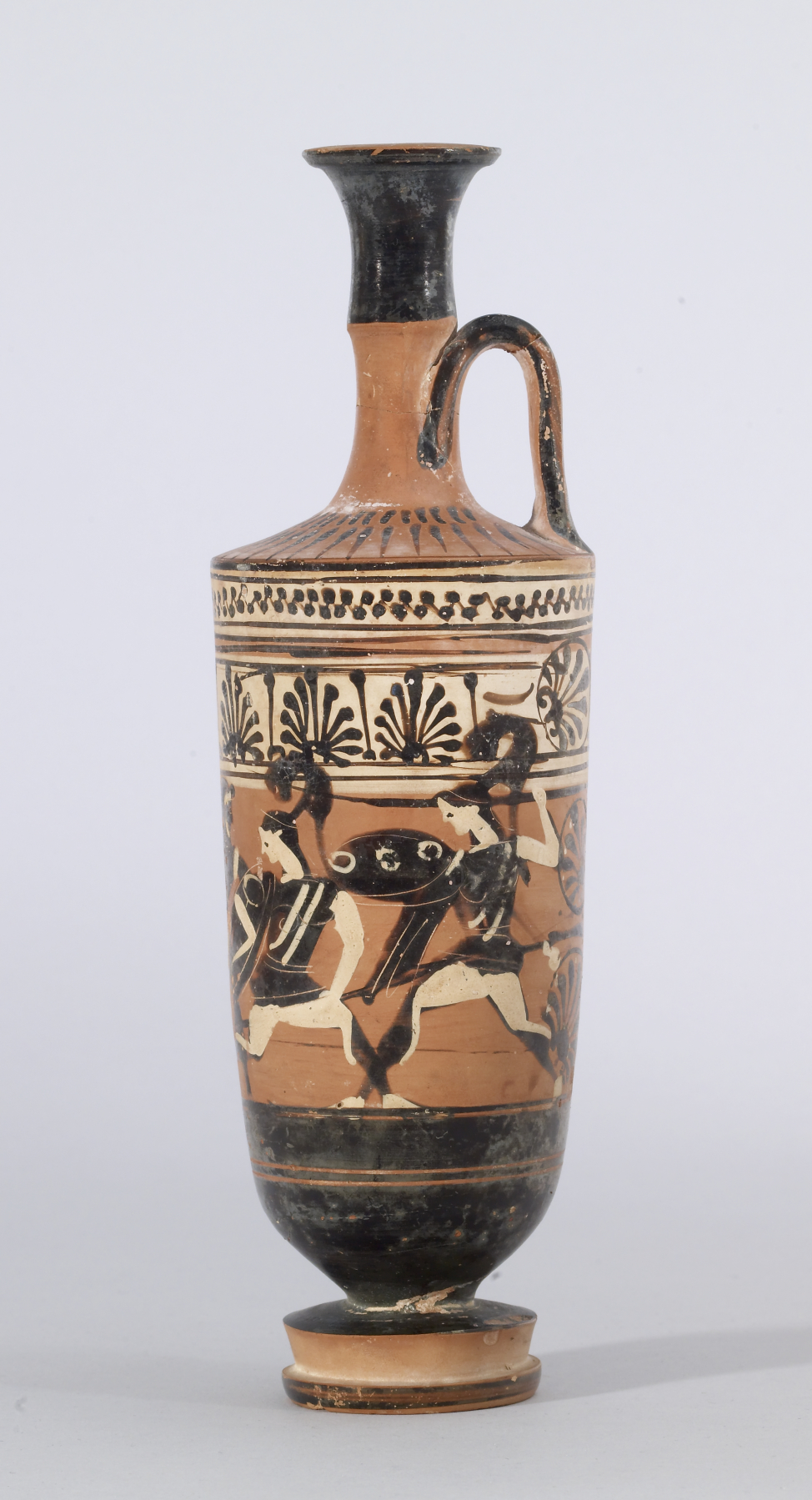
Laufende Amazonen. Lekythos des Haimon-Malers. Walters Art Museum, Baltimore 48.241

Als Haimon-Maler wird ein attischer Vasenmaler bezeichnet, der im schwarzfigurigen Stil in der ersten Hälfte des 5. Jahrhunderts v. Chr. tätig war. Seinen Notnamen erhielt er von Emilie Haspels nach Haimon, das letzte Opfer, das die Sphinx tötete, eine Szene, die er mindestens viermal darstellte.

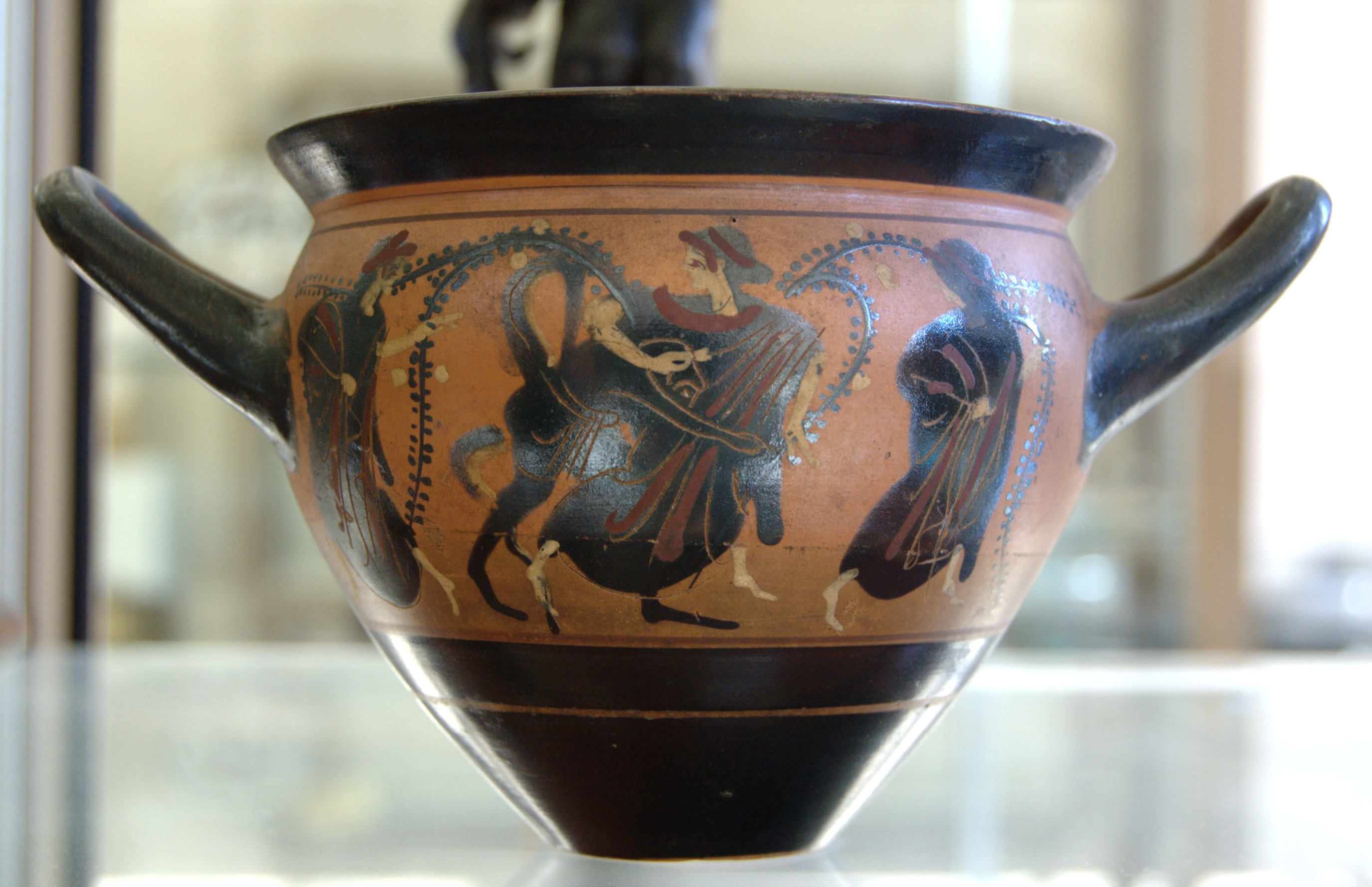
Peleus verfolgt Thetis auf einem Mastoid des Haimon-Malers oder in seiner Art. Paris, Cabinet des Médailles 349

Der Haimon-Maler war ein Nachfolger des Edinburgh-Malers und jüngerer Zeitgenosse des Sappho- und des Diosphos-Malers. Er verzierte vor allem kleine schlank Lekythen im schwarzfigurig-weißgrundigen Stil. Wurden die schalenförmigen Mündungen der Lekythen bis dahin immer ausladender, veränderte sich die Form der Mündungen nun zu einem hohen, konkav geformten Profil (sogenannte „Schornstein-Lekythen“). Der Haimon-Maler war einer der ersten Künstler, die diese neue Form verzierten.
Bei seinen Lekythen ist die Verzierung mit zwei ausgesparten Streifen im unteren schwarz gedeckten Teil des Gefäßes üblich. Die Bildfelder sind häufig von Zweigen durchzogen. Die recht schlank gehaltenen Figuren in den Bildfeldern wirken nicht selten ziellos agierend.
Der Haimon-Maler ist der beste Maler der nach ihm benannten Haimon-Gruppe, zu der auch Hunderte in Massenproduktion hergestellte kleine Lekythen bescheidener Qualität gehören, die unter der Zuschreibung Art des Haimon-Malers (manner of the Haimon Painter) zusammengestellt werden. Eine kleine Gruppe von Choes die rote Figuren in Six-Technik, jedoch keine Detailritzungen, zeigen, kann ebenfalls mit dem Haimon-Maler und seinem Umfeld verbunden werden.